# Eulasia straussi
Eulasia straussi là một loài bọ cánh cứng trong họ Glaphyridae. Loài này được Ganglbauer miêu tả khoa học năm 1905.